# محمد بن عبد الرحيم بن سعيد الأصبهاني
هو محمد بن عبد الرحيم بن سعيد الأصبهاني ويكنى أبا بكر. كان إماما ًفي رواية ورش ضابطاً لها مع الثقة والعدالة رحل فيها وقرأ على أصحاب ورش وأصحاب أصحابه ثم نزل بغداد فكان أول من أدخلها العراق وأخذها الناس عنه حتى صار أهل العراق لا يعرفون رواية ورش من غير طريقه ولذلك نسبت إليه دون ذكر أحد من شيوخه. قال الحافظ أبو عمرو الداني: هو إمام عصره في قراءته نافع رواية ورش عنه لم ينازعه في ذلك أحد من نظرائه وعلى ما رواه أهل العراق ومن أخذ عنهم إلى وقتنا هذا. توفي في بغداد سنة ست وتسعين ومائتين 296 هـ.